# عزيز إدريس
عزيز إدريس (بالإنجليزية: Aziz Idris)‏ لاعب كرة قدم غاني ، يلعب في خط الوسط.